# Скельний щур Портера
Aconaemys porteri (скельний щур Портера) — вид гризунів родини дегових. Інша назва виду — великий тундуко. Названий на честь професора, доктора Карлоса Еміліо Моссо Портера (1867–1942), чилійського зоолога й ентомолога.

## Зовнішня морфологія
Порівняно з іншими видами роду має пухнастіше хутро і двоколірний хвіст: чорний вгорі й білий знизу. 

## Середовище проживання
Мешкає у Чилі та Аргентині. Населяє тропічні ліси, порослі кущами і бамбукові чагарники вище межі лісу, поруч з Андами. 

## Поведінка
Ймовірно соціальний вид і ймовірно хороший копач нір. 